# توئین هیلز (آلاسکا)
توئین هیلز (به انگلیسی: Twin Hills) شهری در ناحیه سرشماری دیلینگهام، آلاسکا ایالت آلاسکا است که جمعیت آن در سرشماری سال ۲۰۰۰ میلادی ۶۹ نفر بوده‌است.